# Chuck Yeager's Advanced Flight Trainer
Chuck Yeager's Advanced Flight Trainer est un jeu vidéo de simulation de vol développé par Lerner Research et publié par Electronic Arts en 1987 sur Apple II, Atari 8-bit, Commodore 64, IBM PC et Macintosh. Le jeu est initialement publié sous le titre Chuck Yeager's Advanced Flight Simulator mais Electronic Arts décide après coup d’en changer le nom pour éviter une éventuelle bataille juridique avec Microsoft sur l’utilisation du terme Flight Simulator. Le jeu inclut trois niveaux d’instruction supervisée par Chuck Yeager. Le premier permet d’apprendre les compétences de base du vol, dont le décollage et l’atterrissage. Le deuxième niveau est consacré à des manœuvres plus avancées et le troisième aux figures acrobatiques et au vol en formation. Le programme inclut également un mode de jeu destiné à tester les limites de différents avions et un mode course dans lequel le joueur affronte des pilotes contrôlés par l’ordinateur sur six circuits différents,,. Le jeu bénéficie de plusieurs suites dont Chuck Yeager's Advanced Flight Trainer 2.0 (1989) et Chuck Yeager's Air Combat (1991) qui simule des combats aériens pendant la Seconde Guerre mondiale, la guerre de Corée et la guerre du Viet Nam

## Accueil
| Chuck Yeager's Advanced Flight Trainer |      |        |
| Média                                  | Pays | Notes  |
| ACE                                    | GB   | 91.2 % |
| Commodore User                         | GB   | 7/10   |
| The Games Machine                      | GB   | 89 %   |
| Zzap!64                                | GB   | 95 %   |